# Maria Elisabeth de Bruyn
Maria Elisabeth de Bruyn, född 1752, död 1790, var en nederländsk skådespelare, dansare, sångare och teaterchef. 
Hon var dotter till Anna Joseph Bokan. Hon var engagerad vid Rotterdamse Schouwburg mellan 1773 och 1779. Hon var teaterns högst betalda artist. Hon sjöng, dansade balett och uppträdde i talroller, främst farser och komedier. År 1779 överlät stadens teaterkomissionärer stadens teater på henne, och hon blev därmed teaterdirektör. Hon drev teatern till 1780. Därefter turnerade hon som ledare för ett eget teatersällskap, som upplöstes 1783. Hennes liv efter detta är dåligt känt. 